# Delfino Pescara 1936 2009-2010
Questa voce raccoglie le informazioni riguardanti il Delfino Pescara 1936 nelle competizioni ufficiali della stagione 2009-2010.

## Stagione

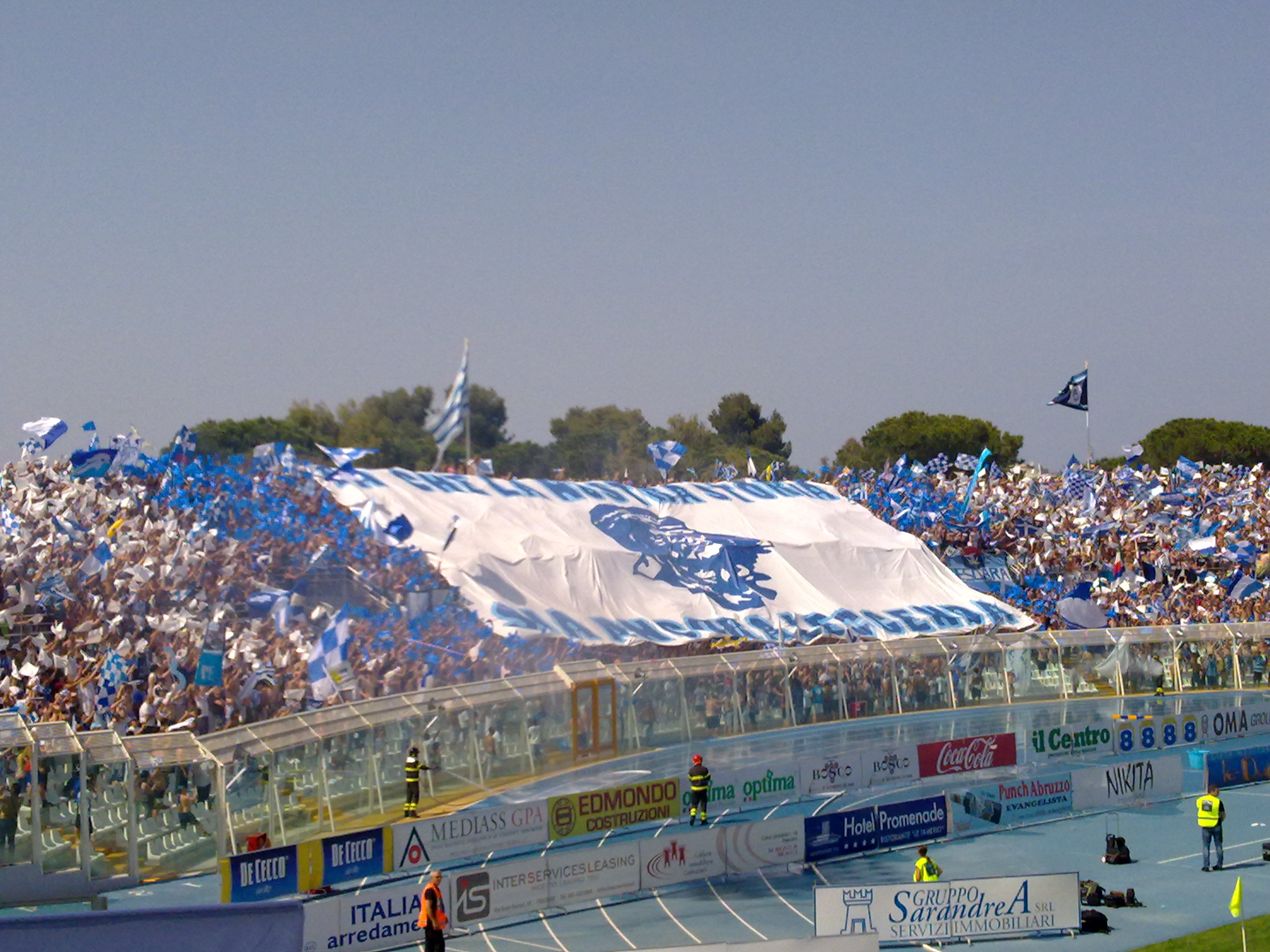
La Curva Nord Marco Mazza nella Finale Play-Off allo Stadio Adriatico di Pescara

Per la stagione 2009-2010 la società opera modifiche sostanziali all'organico tanto che rispetto alla passata stagione rimangono solo sei giocatori, peraltro nessuno incluso nella formazione titolare. Tra i nuovi acquisti si citano Samuele Olivi, difensore contrale arrivato dal Piacenza e che ricoprirà il ruolo di capitano, l'esterno di centrocampo Massimo Bonanni della Sampdoria, con svariati trascorsi in Serie A e la punta Francesco Zizzari che nella stagione 2008-2009 aveva segnato 19 gol con il Ravenna. L'ultimo giorno di mercato viene acquistato l'attaccante Marco Sansovini per 600.000 €, che aveva già militato nel Pescara nella stagione 2007-2008, segnando 16 gol.
I buoni risultati iniziali portano gli abruzzesi nelle prime posizioni. Alla decima giornata il Pescara e il Verona si ritrovano al primo posto in classifica, inseguite dal Portogruaro. Intanto a metà stagione cambiano gli assetti societari: il 2 febbraio 2010, infatti, viene nominato Presidente dei biancazzurri Giuseppe De Cecco, già Socio e fondatore della Delfino: l'ex presidente Deborah Caldora resta comunque in seno alla società come Socio.
Successivamente la squadra inizia a rallentare la sua corsa, racimolando 7 punti in 8 giornate. Si arriva così al posticipo giocato allo Stadio Adriatico contro la Cavese, fanalino di coda, con i biancazzurri che perdono per 2-1 con doppietta di Schetter per i campani. Nella settimana successiva mister Cuccureddu viene esonerato e al suo posto arriva dal settore giovanile Eusebio Di Francesco, ex giocatore della Roma nonché allenatore della Virtus Lanciano nella stagione precedente; la prima partita da mister del Delfino è stata proprio contro i frentani. All'arrivo di Di Francesco si è da poco aperto il mercato di riparazione e il Pescara si assicura subito metà del cartellino di Danilo Soddimo, esterno doriano in cambio del prestito del giovane Emanuele Testardi. Poi, la settimana successiva, vengono ufficializzati l'acquisto dal Portogruaro del terzino Salvatore D'Alterio e la cessione in prestito al Gallipoli dell'attaccante Mario Artistico.
Quindi squadra riporta due sconfitte consecutive con Ternana e Portogruaro, finendo fuori dalla zona play-off. Poi vince tre partite consecutive stabilendosi in seconda posizione assieme ai veneti amaranto: e grazie alla prima sconfitta esterna del Verona contro la Real Marcianise, i biancazzurri si presentano allo scontro diretto del Bentegodi con 2 punti in meno degli scaligeri. All'ultima giornata i biancazzurri, nella partita contro la Real Marcianise, fino all'88' erano virtualmente promossi in Serie B, grazie al 3-2 contro i campani e il contemporaneo pareggio tra Verona e Portogruaro Summaga: i biancazzurri, a causa di un gol dell'attaccante dei veneti granata Bocalon, terminano la stagione regolare al secondo posto e sono costretti a giocarsi la promozione ai play-off.
In semifinale affrontano la Reggiana: con uno 0-0 nel match di Reggio Emilia e un 2-0 allo Stadio Adriatico (gol di Massimo Ganci e Francesco Zizzari), il Delfino accede alla finalissima dove i biancazzurri sfidano il Verona. L'andata al Bentegodi termina 2-2: gli scaligeri passano subito in vantaggio al 4' con Ciotola (che approfitta di un errore del centrale difensivo Andrea Mengoni) e poi nel secondo tempo i biancazzurri con i gol di Massimo Ganci (su rigore, fischiato per fallo di mano sulla linea di Pugliese, che viene espulso) e di Marco Sansovini si portano sul 2-1 fin quando al 94' arriva il gol in rovesciata di Russo sugli sviluppi di una punizione.
Il match di ritorno si gioca allo Stadio Adriatico, davanti a oltre 20.000 persone, di cui 2.000 veronesi: terminata a reti bianche la prima frazione, nel secondo tempo i biancazzurri si portano in vantaggio al 58' con Massimo Ganci, che con un tiro da 30 metri infila la sfera sotto il sette. Così la squadra torna in Serie B dopo tre anni.

## Divise e sponsor
Lo sponsor tecnico per la stagione 2009-2010 è la Legea, mentre gli sponsor ufficiali sono Pail Serramenti e Humangest. Durante la stagione i biancazzurri hanno vestito 2 tipi differenti di prime divise: fino al match casalingo con il Real Marcianise (escluso) la prima divisa presentava strisce biancazzurre verticali con strisce blu scuro sui fianchi, mentre per il girone di ritorno la maglia presenta strisce biancazzurre, racchiuse all'interno di uno scudo, solo sulla parte frontale della divisa. Calzoncini bianchi e calzettoni bianchi per entrambe le divise. La seconda, interamente gialla, presenta sul fianco destro una striscia blu: la terza divisa è interamente nera con degli inserti bianchi a livello delle cuciture.

## Organigramma societario
Area direttiva
- Presidente: Giuseppe De Cecco
- Vice presidente onorario: Antonio Edmondo
- Consiglio d'amministrazione: Alessandro Acciavatti, Giuseppe De Cecco, Nicola Di Tieri, Maurizio Edmondo, Daniele Sebastiani
- Direttore generale: Fabrizio Lucchesi
- Consiglieri: Gabriele Bankowski, Gaetano Berghella, Andrea Caldora, Deborah Caldora, Adolfo Maria De Cecco, Piero Di Luzio, Antonio Di Cosimo, Amerigo Pellegrini, Francesco Pirocchi, Vincenzo Serraiocco

Area organizzativa
- Team manager: Vincenzo Zucchini
- Logistica: Mimmo Ventura

Area comunicazione
- Ufficio Stampa: Federica Rogato

Area tecnica
- Direttore generale: Fabrizio Lucchesi
- Allenatore: Eusebio Di Francesco
- Allenatore in seconda: Francesco Tomei
- Preparatore dei portieri: Gianni Di Giacomo
- Preparatore atletico:Franco Giammartino

Area sanitaria
- Responsabile sanitario: Vincenzo Salini
- Staff medico: Andrea Marco Natale
- Fisioterapisti e massaggiatori: Claudio D'Arcangelo, Francesco Zulli
- Recupero infortunati: Nicandro Vizoco

## Rosa
| N. |                   | Ruolo | Calciatore          |
| -- | ----------------- | ----- | ------------------- |
|    | Italia (bandiera) | P     | Gabriele Bartoletti |
|    | Italia (bandiera) | P     | Salvatore Pinna     |
|    | Italia (bandiera) | P     | Lorenzo Prisco      |
|    | Italia (bandiera) | D     | Filippo Petterini   |
|    | Italia (bandiera) | D     | Salvatore D'Alterio |
|    | Italia (bandiera) | D     | Samuele Olivi       |
|    | Italia (bandiera) | D     | Stefano Medda       |
|    | Italia (bandiera) | D     | Andrea Mengoni      |
|    | Italia (bandiera) | D     | Tommaso Romito      |
|    | Italia (bandiera) | D     | Emanuele Sembroni   |
|    | Italia (bandiera) | D     | Damiano Zanon       |
|    | Italia (bandiera) | D     | Simone Vitale       |
|    | Italia (bandiera) | C     | Salvatore Carboni   |

| N. |                   | Ruolo | Calciatore              |
| -- | ----------------- | ----- | ----------------------- |
|    | Italia (bandiera) | C     | Francesco Dettori       |
|    | Italia (bandiera) | C     | Danilo Soddimo          |
|    | Italia (bandiera) | C     | Tommaso Roberto Coletti |
|    | Italia (bandiera) | C     | Massimo Bonanni         |
|    | Italia (bandiera) | C     | Andrea Gessa            |
|    | Italia (bandiera) | C     | Giacomo Zappacosta      |
|    | Italia (bandiera) | C     | Luca Tognozzi           |
|    | Italia (bandiera) | C     | Marco Verratti          |
|    | Italia (bandiera) | A     | Massimo Ganci           |
|    | Italia (bandiera) | A     | Marco Sansovini         |
|    | Italia (bandiera) | A     | Roberto Inglese         |
|    | Italia (bandiera) | A     | Francesco Zizzari       |

## Calciomercato

### Sessione estiva(dall'1/7 all'1/9)
| Acquisti | Acquisti                | Acquisti    | Acquisti                          |
| R.       | Nome                    | da          | Modalità                          |
| -------- | ----------------------- | ----------- | --------------------------------- |
| P        | Salvatore Pinna         | Salernitana | definitivo                        |
| D        | Stefano Medda           | Alghero     | definitivo                        |
| D        | Andrea Mengoni          | Chievo      | prestito con diritto di riscatto  |
| D        | Samuele Olivi           | Piacenza    | definitivo                        |
| D        | Filippo Petterini       | Foligno     | definitivo                        |
| D        | Damiano Zanon           | Celano      | definitivo                        |
| C        | Massimo Bonanni         | Sampdoria   | definitivo                        |
| C        | Salvatore Carboni       | Portogruaro | definitivo                        |
| C        | Tommaso Roberto Coletti | Foggia      | compartecipazione                 |
| C        | Francesco Dettori       | Avellino    | definitivo                        |
| C        | Andrea Gessa            | Grosseto    | definitivo                        |
| C        | Diego Matarazzo         | Avellino    | definitivo                        |
| C        | Luca Tognozzi           | Reggina     | definitivo                        |
| C        | Giacomo Zappacosta      | Fiorentina  | definitivo                        |
| A        | Mario Artistico         | Cisco Roma  | definitivo                        |
| A        | Massimo Ganci           | Salernitana | definitivo                        |
| A        | Marco Sansovini         | Grosseto    | definitivo (0,6 milioni €)        |
| A        | Francesco Zizzari       | Ravenna     | compartecipazione (0,3 milioni €) |

| Cessioni | Cessioni               | Cessioni       | Cessioni                         |
| R.       | Nome                   | a              | Modalità                         |
| -------- | ---------------------- | -------------- | -------------------------------- |
| P        | Remo Amadio            | Cassino        | prestito                         |
| P        | Alessio Colantonio     | Campobasso     | definitivo                       |
| P        | Giovanni Indiveri      | Cassino        | definitivo                       |
| D        | Luigi Cuomo            | Foggia         | definitivo                       |
| D        | Giacomo Delfini        |                | svincolato                       |
| D        | Nino Di Stefano        | Sangiovannese  | prestito                         |
| D        | Daniele Fruci          | Celano         | prestito                         |
| D        | Antonio Mottola        | Pro Vasto      | prestito                         |
| D        | Marco Pomante          | Fidelis Andria | prestito                         |
| D        | Stefano Prizio         | Pro Vercelli   | prestito                         |
| D        | Alessandro Rapino      | Cavese         | prestito                         |
| D        | Giuseppe Serao         | Avellino       | prestito                         |
| D        | Antonello Tabacco      | Sangiovannese  | prestito                         |
| C        | Alfonso Camorani       | Cassino        | prestito                         |
| C        | Lorenzo Del Pinto      | Fano           | prestito                         |
| C        | Simone Felci           |                | svincolato                       |
| C        | Fabio Foglia           | Piacenza       | rinnovo compartecipazione        |
| C        | Daniele Fortunato      |                | svincolato                       |
| C        | Alessandro Iandoli     |                | svincolato                       |
| C        | Massimiliano Pisciotta | Igea Virtus    | compartecipazione                |
| C        | Axel Vicentini         | Pro Vasto      | prestito                         |
| C        | Giovanni Scappaticci   | Cassino        | prestito                         |
| C        | Ilias Zeytulaev        |                | svincolato                       |
| A        | Attilio Angiotti       | Igea Virtus    | prestito                         |
| A        | Daniel Ciofani         | Cisco Roma     | compartecipazione                |
| A        | Antonio De Matteis     | Angolana       | definitivo                       |
| A        | Claudio De Sousa       |                | svincolato                       |
| A        | Victor Irineu De Souza |                | svincolato                       |
| A        | Marco Di Matteo        |                | svincolato                       |
| A        | Emanuele Testardi      | Sampdoria      | prestito con diritto di riscatto |

### Sessione invernale(dal 2/1 al 2/2)
| Acquisti | Acquisti            | Acquisti    | Acquisti          |
| R.       | Nome                | da          | Modalità          |
| -------- | ------------------- | ----------- | ----------------- |
| D        | Salvatore D'Alterio | Portogruaro | definitivo        |
| C        | Danilo Soddimo      | Sampdoria   | compartecipazione |

| Cessioni | Cessioni        | Cessioni   | Cessioni                         |
| R.       | Nome            | a          | Modalità                         |
| -------- | --------------- | ---------- | -------------------------------- |
| D        | Loris Bocchetti | Sampdoria  | compartecipazione                |
| C        | Diego Matarazzo | San Marino | prestito                         |
| A        | Mario Artistico | Gallipoli  | prestito con diritto di riscatto |

## Risultati

### Lega Pro Prima Divisione

#### Girone di andata
| Arbitro: | Bagalini (Fermo) |

|                        |           |  |
| Olivi 55’ Verratti 84’ | Marcatori |  |

| Arbitro: | Barbeno (Brescia) |

|            |           |               |
| Farina 83’ | Marcatori | 50’ Artistico |

| Arbitro: | Del Giovane (Albano Laziale) |

|                           |           |                         |
| Sacilotto 45’ Vastola 85’ | Marcatori | 12’ Olivi 61’ Artistico |

| Arbitro: | Bergher (Rovigo) |

|              |           |  |
| Tognozzi 73’ | Marcatori |  |

| Arbitro: | Carbone (Napoli) |

|               |           |             |
| Garaffoni 86’ | Marcatori | 43’ Zizzari |

| Arbitro: | Zanichelli (Genova) |

|           |           |  |
| Ganci 59’ | Marcatori |  |

| Arbitro: | Gambini (Roma) |

|                          |           |              |
| Sansovini 8’ Dettori 70’ | Marcatori | 38’ Noviello |

| Arbitro: | Vivenzi (Brescia) |

|                         |           |                         |
| Marchi 55’ Altinier 59’ | Marcatori | 12’ Olivi 46’ Sansovini |

| Arbitro: | Colasanti (Grosseto-Siena) |

|                              |           |              |
| Ganci 23’ Bonanni 57’ (rig.) | Marcatori | 43’ Anzalone |

| Arbitro: | Corletto (Castelfranco Veneto) |

|  |           |             |
|  | Marcatori | 14’ Bonanni |

| Arbitro: | Irrati (Pistoia) |

|           |           |           |
| Ganci 41’ | Marcatori | 65’ Russo |

| Arbitro: | Giacomelli (Trieste) |

|                    |           |             |
| Danti 9’ Fiore 79’ | Marcatori | 90+5’ Olivi |

| Pescara 16 novembre 2009, ore 20:45 CET 13ª giornata | Pescara           | 0 – 0 referto | Verona | Stadio Adriatico (13.794 spett.)\| Arbitro: \| Baratta (Salerno) \| |
| Arbitro:                                             | Baratta (Salerno) |               |        |                                                                     |

| Arbitro: | Gallo (Barcellona Pozzo di Gotto) |

|                               |           |              |
| Stefani 24’ (rig.) Ingari 51’ | Marcatori | 82’ Sembroni |

| Pescara 29 novembre 2009, ore 14:30 CET 15ª giornata | Pescara                      | 0 – 0 referto | Foggia | Stadio Adriatico (8.554 spett.)\| Arbitro: \| Ferraioli (Nocera Inferiore) \| |
| Arbitro:                                             | Ferraioli (Nocera Inferiore) |               |        |                                                                               |

| Potenza 6 dicembre 2009, ore 14:30 CET 16ª giornata | Potenza           | 0 – 0 referto | Pescara | Stadio Alfredo Viviani (1.500 c.a. spett.)\| Arbitro: \| Viti (Campobasso) \| |
| Arbitro:                                            | Viti (Campobasso) |               |         |                                                                               |

| Arbitro: | Magno (Catania) |

|                                  |           |  |
| Artistico 46’ (rig.) Coletti 68’ | Marcatori |  |

#### Girone di ritorno
| Rimini 20 dicembre 2009, ore 14:30 CET 18ª giornata | Rimini         | 0 – 0 referto | Pescara | Stadio Romeo Neri (2.449 spett.)\| Arbitro: \| Liotta (Lucca) \| |
| Arbitro:                                            | Liotta (Lucca) |               |         |                                                                  |

| Arbitro: | Cafari Panico (Cassino) |

|             |           |                           |
| Zizzari 88’ | Marcatori | 22’ Bernardo 60’ Schetter |

| Pescara 17 gennaio 2010, ore 14:30 CET 20ª giornata | Pescara          | 0 – 0 referto | Virtus Lanciano | Stadio Adriatico (8.430 spett.)\| Arbitro: \| Ostinelli (Como) \| |
| Arbitro:                                            | Ostinelli (Como) |               |                 |                                                                   |

| Arbitro: | Baratta (Salerno) |

|  |           |                 |
|  | Marcatori | 74’, 80’ Vitale |

| Arbitro: | Manera (Castelfranco Veneto) |

|           |           |  |
| Ganci 75’ | Marcatori |  |

| Arbitro: | Vivenzi (Brescia) |

|        |           |              |
| Sy 28’ | Marcatori | 74’ Tognozzi |

| Arbitro: | Massa (Imperia) |

|                        |           |  |
| Concas 40’ Tozzi 90+1’ | Marcatori |  |

| Arbitro: | Merchiori (Ferrara) |

|  |           |            |
|  | Marcatori | 76’ Marchi |

| Arbitro: | Paparazzo (Catanzaro) |

|                |           |            |
| Piovaccari 82’ | Marcatori | 6’ Inglese |

| Arbitro: | Pasqua (Tivoli) |

|             |           |  |
| Dettori 10’ | Marcatori |  |

| Arbitro: | Giacomelli (Trieste) |

|  |           |           |
|  | Marcatori | 71’ Ganci |

| Arbitro: | Zanichelli (Genova) |

|                                            |           |                |
| Ganci 69’ (rig.) Sansovini 79’ Bonanni 80’ | Marcatori | 87’ Biancolino |

| Verona 11 aprile 2010, ore 15:00 CEST 30ª giornata | Verona               | 0 – 0 referto | Pescara | Stadio Marcantonio Bentegodi (18.337 spett.)\| Arbitro: \| Palazzino (Ciampino) \| |
| Arbitro:                                           | Palazzino (Ciampino) |               |         |                                                                                    |

| Arbitro: | Del Giovane (Albano Laziale) |

|                                   |           |  |
| Tognozzi 8’ Ganci 26’ Coletti 74’ | Marcatori |  |

| Arbitro: | Ostinelli (Como) |

|             |           |  |
| Millesi 24’ | Marcatori |  |

| Arbitro: | Donati (Ravenna) |

|                      |           |               |
| Marco 5’ Soddimo 55’ | Marcatori | 72’ De Simone |

| Arbitro: | Gambini (Roma) |

|                         |           |                                   |
| Tedesco 31’ Galizia 88’ | Marcatori | 10’ Soddimo 48’ Ganci 75’ Zizzari |

#### Play-off
| Reggio Emilia 23 maggio 2010, ore 16:00 CEST Semifinale - andata | Reggiana         | 0 – 0 referto | Pescara | Stadio Giglio (7.873 spett.)\| Arbitro: \| Bagalini (Fermo) \| |
| Arbitro:                                                         | Bagalini (Fermo) |               |         |                                                                |

| Arbitro: | Gambini (Roma) |

|                       |           |  |
| Ganci 17’ Zizzari 80’ | Marcatori |  |

| Arbitro: | Baratta (Salerno) |

|                        |           |                                 |
| Ciotola 4’ Russo 90+4’ | Marcatori | 55’ (rig.), 68’ Ganci Sansovini |

| Arbitro: | Ostinelli (Como) |

|           |           |  |
| Ganci 58’ | Marcatori |  |

### Coppa Italia

#### Fase eliminatoria a gironi
Il Delfino Pescara 1936 è raggruppato nel girone F, insieme a Bellaria Igea Marina, Fano, San Marino e Sangiustese.
| Arbitro: | Pasqua (Tivoli) |

|                                   |           |                     |
| Artistico 72’, 90+3’ Verratti 82’ | Marcatori | 57’ Monti 77’ Guidi |

| Arbitro: | Vallesi (Ascoli) |

|  |           |                           |
|  | Marcatori | 15’ Bonanni 38’ Artistico |

| Arbitro: | Coccia (San Benedetto) |

|                             |           |  |
| Carboni 3’, 40’ Coletti 33’ | Marcatori |  |

| Arbitro: | Vallorani (San Benedetto) |

|  |           |                    |
|  | Marcatori | 38’ (rig.) Coletti |

#### Fase 1 a eliminazione diretta
Dopo aver vinto il girone a punteggio pieno (12 punti), i biancazzurri incrociano in un derby tutto abruzzese il Pro Vasto: dopo i primi 90 minuti finiti sul risultato di 1-1, i biancazzurri, dopo una lunga serie di calci di rigore, vengono eliminati dai Campioni d'Italia dilettanti.

##### Primo Turno
| Arbitro: | Borracci (San Benedetto) |

|                                                                                    |                      |                                                                                          |
| Carboni 31’                                                                        | Marcatori            | 6’ Di Matera                                                                             |
| Ganci Coletti Artistico Zappacosta Verratti Vitale Zanon Romito Sembroni Marinelli | Tiri di rigore 8 – 9 | Avvantaggiato Di Matera Ludovisi Cioffi Suriano Della Penna Digno Servi Ciotti Maccarone |

## Statistiche

### Statistiche di squadra
| Competizione             | Punti | In casa | In casa | In casa | In casa | In casa | In casa | In trasferta | In trasferta | In trasferta | In trasferta | In trasferta | In trasferta | Totale | Totale | Totale | Totale | Totale | Totale |
| Competizione             | Punti | G       | V       | N       | P       | Gf      | Gs      | G            | V            | N            | P            | Gf           | Gs           | G      | V      | N      | P      | Gf     | Gs     |
| ------------------------ | ----- | ------- | ------- | ------- | ------- | ------- | ------- | ------------ | ------------ | ------------ | ------------ | ------------ | ------------ | ------ | ------ | ------ | ------ | ------ | ------ |
| Lega Pro Prima Divisione | 58    | 17      | 11      | 4       | 2       | 22      | 8       | 17           | 4            | 9            | 4            | 17           | 17           | 34     | 15     | 13     | 6      | 39     | 25     |
| Coppa Italia Lega Pro    | -     | 3       | 2       | 0       | 1       | 7       | 3       | 2            | 2            | 0            | 0            | 3            | 0            | 5      | 4      | 0      | 1      | 9      | 3      |
| Totale                   | -     | 20      | 13      | 4       | 3       | 29      | 11      | 19           | 6            | 9            | 4            | 20           | 17           | 39     | 19     | 13     | 7      | 48     | 28     |

### Statistiche dei giocatori
| Giocatore     | Lega Pro Prima Divisione | Lega Pro Prima Divisione | Lega Pro Prima Divisione | Lega Pro Prima Divisione | Coppa Italia | Coppa Italia | Coppa Italia | Coppa Italia | Totale   | Totale | Totale      | Totale     |
| Giocatore     | Presenze                 | Reti                     | Ammonizioni              | Espulsioni               | Presenze     | Reti         | Ammonizioni  | Espulsioni   | Presenze | Reti   | Ammonizioni | Espulsioni |
| ------------- | ------------------------ | ------------------------ | ------------------------ | ------------------------ | ------------ | ------------ | ------------ | ------------ | -------- | ------ | ----------- | ---------- |
| M. Artistico  | 15                       | 3                        | 2                        | 0                        | 3            | 3            | 2            | 0            | 18       | 6      | 4           | 0          |
| G. Bartoletti | 1                        | -0                       | 0                        | 0                        | -            | -            | -            | -            | 1        | -0     | 0           | 0          |
| M. Bonanni    | 23                       | 3                        | 3                        | 1                        | 2            | 1            | 0            | 0            | 25       | 4      | 3           | 1          |
| S. Carboni    | 20                       | 0                        | 0                        | 0                        | 4            | 3            | 0            | 0            | 24       | 3      | 0           | 0          |
| T.R. Coletti  | 34                       | 2                        | 9                        | 0                        | 4            | 2            | 0            | 0            | 38       | 4      | 9           | 0          |
| S. D'Alterio  | 1                        | 0                        | 0                        | 0                        | -            | -            | -            | -            | 1        | 0      | 0           | 0          |
| F. Dettori    | 37                       | 2                        | 2                        | 0                        | 2            | 0            | 1            | 0            | 39       | 2      | 3           | 0          |
| M. Ganci      | 31                       | 11                       | 7                        | 1                        | 2            | 0            | 0            | 0            | 33       | 11     | 7           | 1          |
| A. Gessa      | 27                       | 0                        | 3                        | 1                        | 1            | 0            | 0            | 0            | 28       | 0      | 3           | 1          |
| R. Inglese    | 3                        | 1                        | 0                        | 0                        | 1            | 0            | 0            | 0            | 4        | 1      | 0           | 0          |
| D. Matarazzo  | 2                        | 0                        | 0                        | 0                        | 3            | 0            | 0            | 0            | 5        | 0      | 0           | 0          |
| S. Medda      | 12                       | 0                        | 1                        | 0                        | 1            | 0            | 0            | 0            | 13       | 0      | 1           | 0          |
| A. Mengoni    | 36                       | 0                        | 3                        | 1                        | 1            | 0            | 0            | 0            | 37       | 0      | 3           | 1          |
| S. Olivi      | 33                       | 4                        | 5                        | 0                        | 2            | 0            | 0            | 0            | 35       | 4      | 5           | 0          |
| F. Petterini  | 30                       | 0                        | 3                        | 0                        | 2            | 0            | 0            | 0            | 32       | 0      | 3           | 0          |
| S. Pinna      | 37                       | -27                      | 0                        | 0                        | -            | -            | -            | -            | 37       | -27    | 0           | 0          |
| M. Pomante    | -                        | -                        | -                        | -                        | 3            | 0            | 1            | 0            | 3        | 0      | 1           | 0          |
| L. Prisco     | -                        | -                        | -                        | -                        | 5            | -3           | 0            | 0            | 5        | -3     | 0           | 0          |
| T. Romito     | 6                        | 0                        | 2                        | 0                        | 3            | 0            | 1            | 0            | 9        | 0      | 3           | 0          |
| M. Sansovini  | 33                       | 5                        | 5                        | 1                        | -            | -            | -            | -            | 33       | 5      | 5           | 1          |
| E. Sembroni   | 6                        | 1                        | 2                        | 0                        | 3            | 0            | 0            | 0            | 9        | 1      | 2           | 0          |
| D. Soddimo    | 17                       | 2                        | 6                        | 0                        | -            | -            | -            | -            | 17       | 2      | 6           | 0          |
| L. Tognozzi   | 24                       | 3                        | 7                        | 1                        | 3            | 0            | 1            | 0            | 27       | 3      | 8           | 1          |
| M. Verratti   | 8                        | 1                        | 1                        | 0                        | 5            | 1            | 1            | 0            | 13       | 2      | 2           | 0          |
| S. Vitale     | 17                       | 2                        | 0                        | 1                        | 3            | 0            | 0            | 0            | 20       | 2      | 0           | 1          |
| D. Zanon      | 25                       | 0                        | 5                        | 0                        | 3            | 0            | 0            | 0            | 28       | 0      | 5           | 0          |
| G. Zappacosta | 19                       | 0                        | 5                        | 0                        | 5            | 0            | 0            | 0            | 24       | 0      | 5           | 0          |
| F. Zizzari    | 25                       | 4                        | 5                        | 0                        | 2            | 0            | 0            | 0            | 27       | 4      | 5           | 0          |